# Reno (Ohio)
Reno es un lugar designado por el censo ubicado en el condado de Knox en el estado estadounidense de Ohio. En el Censo de 2010 tenía una población de 1293 habitantes y una densidad poblacional de 635,96 personas por km².

## Geografía
Reno se encuentra ubicado en las coordenadas 39°22′29″N 81°23′26″O / 39.37472, -81.39056. Según la Oficina del Censo de los Estados Unidos, Reno tiene una superficie total de 2.03 km², de la cual 1.99 km² corresponden a tierra firme y (2.17%) 0.04 km² es agua.

## Demografía
Según el censo de 2010, había 1293 personas residiendo en Reno. La densidad de población era de 635,96 hab./km². De los 1293 habitantes, Reno estaba compuesto por el 97.53% blancos, el 0.31% eran afroamericanos, el 0.23% eran amerindios, el 0.62% eran asiáticos, el 0% eran isleños del Pacífico, el 0% eran de otras razas y el 1.31% pertenecían a dos o más razas. Del total de la población el 0.54% eran hispanos o latinos de cualquier raza.